# Rhinella bergi
Rhinella bergi és una espècie de gripau de la família Bufonidae. Es troba a l'Argentina, Brasil i Paraguai. El seu hàbitat natural inclou sabanes seques i humides, prades parcialment inundades, aiguamolls d'aigua dolça, terra arable, zones de pastures i estanys. Està amenaçada d'extinció.